# Bahnhof Radibor (Sachs)
Der Bahnhof Radibor (Sachs), obersorbisch Dwórnišćo Radwor (Sakska), war eine Betriebsstelle der Bahnstrecke Bautzen–Hoyerswerda und der hier einmündenden Bahnstrecke Löbau–Radibor auf dem Gebiet der Gemeinde Radibor in Sachsen.

## Geschichte

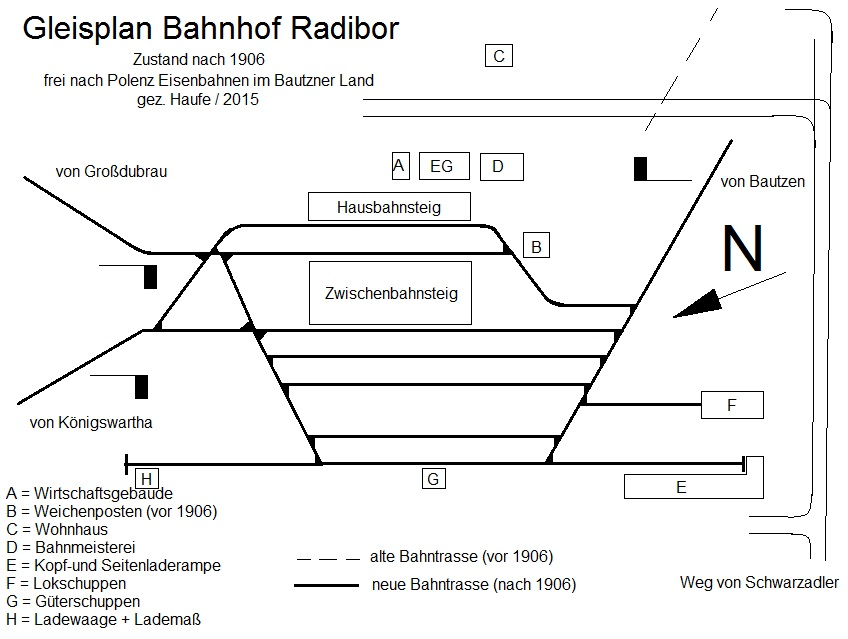
Gleisplan des Bahnhofs Radibor aus der Zeit nach 1906 mit Darstellung des alten Zustandes vor der Streckenerweiterung

Mit der Entstehung der Bahnstrecke Bautzen–Königswartha wurde auf der Flur der Gemeinde Radibor ein Bahnhof mit einem kleinen Empfangsgebäude errichtet. Über die Gleisanzahl sind aus der Literatur keine Angaben zu entnehmen, der gezeichnete alte Linienverlauf zeigt kürzere Kreuzungsgleise als nach der Erweiterung 1906, die aus zwei, maximal drei Bahnhofsgleisen bestanden haben können. Ursprünglich waren für die Station eine beheizbare hölzerne Wartehalle in Fachwerkbauweise vorgesehen, Letztendlich wurde ein kleines, erweiterbares massives Gebäude in einstöckiger Bauweise mit der Grundfläche 10 m × 5 m gebaut. Der Bahnhof lag in der Mitte der Rampe zwischen Neschwitz und Seidau mit einer Neigung von 10 ‰, die zur damaligen Zeit Schiebedienst erforderte. Anfangs war der Bahnhof noch nicht mit einem Fahrdienstleiter besetzt, die Weichenstellung wurde von den Zugführern im Vereinfachten Nebenbahnbetrieb mit Weichenschlüsseln durchgeführt. Bereits 1896 kam es zu einer Begehung des Bahnhofes bezüglich des Anschlusses von Weißenberg.
Es war damals gedacht, den Bahnhof als Kreuzungsbahnhof mit der bestehenden Linie und der Erweiterung der Bahnstrecke Löbau–Radibor über Crostwitz nach Kamenz zu bauen. Bei dem neuen Bahnhof Radibor wurden die Gleisanlagen drastisch vergrößert; die Gleislänge des Hauptdurchgangsgleises verlängerte sich um 200 m und die Gleisanzahl betrug sieben. Der Bahnhof wurde so gestaltet, dass Züge aus Weißenberg vorrangig in Gleis 1 und Gleis 2 einfahren sollten, Züge aus Königswartha sollten vorrangig in Gleis 3 bis Gleis 4 einfahren. Die Gleise 5 bis 7 waren Nebengleise. Eine gemeinsame Einfahrt aus den beiden Richtungsgruppen war ebenso möglich wie die Leitung der Züge in die andere als die gedachte Gleisgruppe. Bei Benützung von den Gleis 1 und Gleis 3 konnten zwei Züge mit einer Länge von 450 m in den Bahnhof geleitet werden, ohne die Profilfreiheit einzuschränken. Das Empfangsgebäude wurde stark vergrößert, auf der Fotografie von der Gleisseite sind die wesentlich größeren Dimensionen des neuen Empfangsgebäudes zu sehen. Nach dem Umbau wurde auf der Nordseite des Empfangsgebäudes die Stellwerksbude des Fahrdienstleiter eingerichtet. Das alte Empfangsgebäude wurde auf der Station Luttowitz der Bahnstrecke Löbau–Radibor aufgestellt.
Am 1. Mai 1906 wurde das neue Bahnhofsgebäude mit den neuen Gleisanlagen eingeweiht. Die Weiterführung der sogenannten Nordost-Hauptbahn war nach wie vor gedacht, erst 1914 zerschlugen sich diese Pläne mit dem Beginn des Ersten Weltkrieges. Der Bahnhof besaß neben den umfangreichen Gleisanlagen ein Ladegleis mit Güterschuppen, einen Lokschuppen, einen Zwischen- und einen Hausbahnsteig. Der Bahnhof war mit einem Fahrdienstleiter besetzt.
Im Laufe der Jahre hat es keine weiteren Erweiterungen der Bahnhofsanlagen gegeben. Der Ort Radibor blieb ein landwirtschaftliches Zentrum, wobei es zu keiner Industrieansiedlung kam. Da der Haltepunkt Radibor näher am Ort lag, wurde diese Haltestelle von der Bevölkerung häufiger genutzt. Dennoch hat es im Betriebsgeschehen mehrere Gleisumbauten gegeben. So wurde zu einem nicht belegten Zeitpunkt Gleis 6 ausgebaut, später erfolgte zu einem ebenfalls nicht genannten Zeitpunkt Gleis 5. 1985 wurden die Bahnhofsanlagen mit EZMG-Stellwerkstechnik ausgestattet. In dieser Ausstattung wurden die Bahnanlagen nicht lange weiterbetrieben; am 15. August 1998 wurde die Bahnstrecke Löbau–Radibor stillgelegt und am 19. Juli 2001 die Bahnstrecke Bautzen–Hoyerswerda. Seit der Zeit ist der Bahnhof ohne Eisenbahnverkehr.

## Bahnsteige

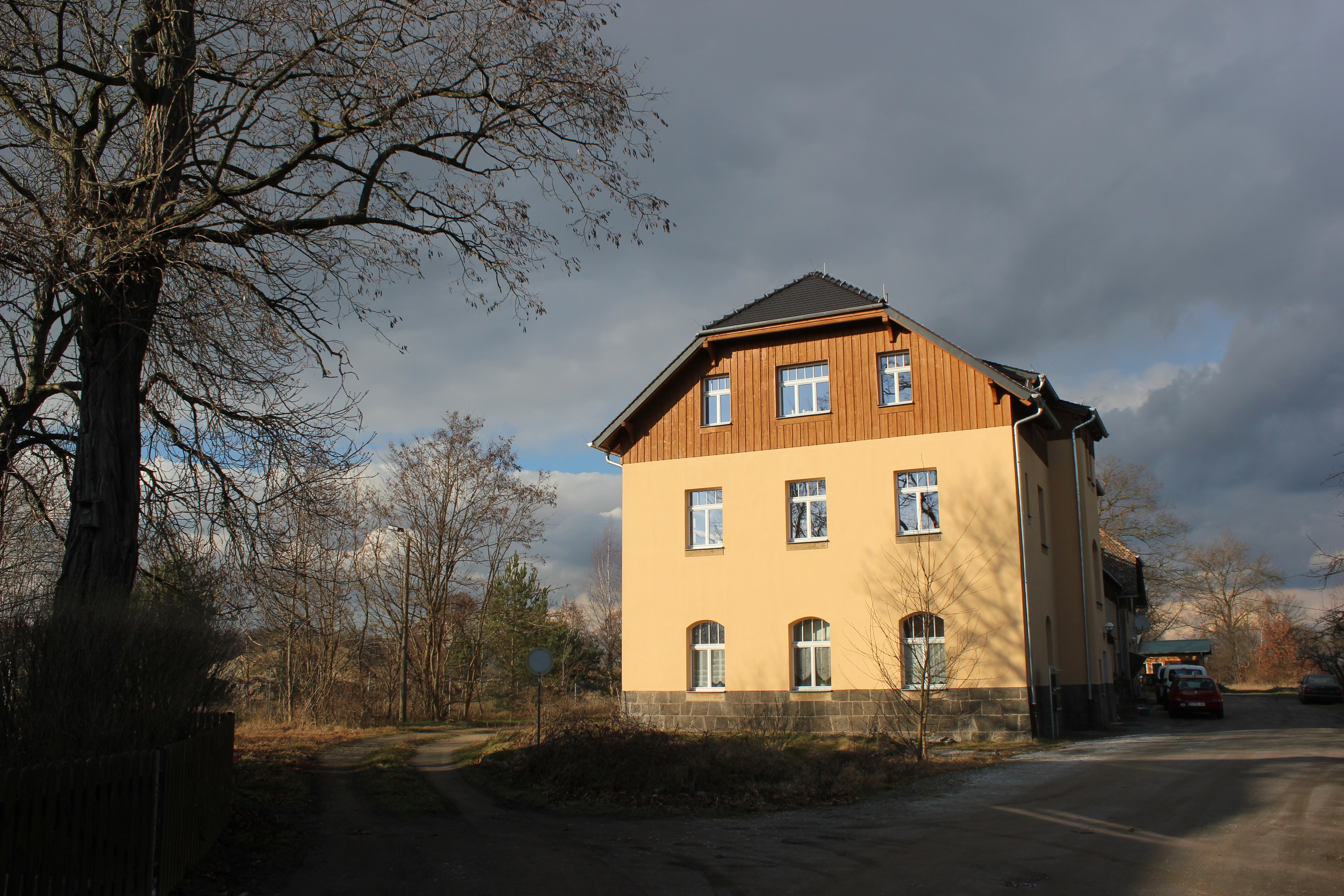
Empfangsgebäude (2016)

Der Bahnhof besaß zwei Bahnsteige: einen Zwischenbahnsteig und einen Hausbahnsteig. Die Belegung der Bahnsteigsgleise richtete sich je nach der Verkehrssituation.

## Verkehr
Die Zugfahrten entwickelten sich im Bahnhof anfangs als Pendelfahrten zu den Behörden, Einkäufen und zu dem Wochenmarkt in Bautzen. Anfangs verkehrten drei Zugpaare auf der Bautzner Strecke. 1894 waren es schon vier Zugpaare. Als 1906 die Bahnstrecke Löbau–Radibor eröffnet wurde, kristallisierte sich diese schnell als bedeutungsvollere Linie für den Güterverkehr heraus. Der Personenverkehr blieb auf ihr durch die ortsferne Lage der Bahnhöfe an der Strecke und fehlendes touristisches Potential eher bescheiden und betrug immer drei bis vier Zugpaare täglich. 1925 waren es fünf Zugpaare auf der Bahnstrecke Bautzen–Hoyerswerda, 1932 ebenfalls fünf. 1939 fuhren zwischen Bautzen und Königswartha zehn Zugpaare, zwischen Weißenberg und Radibor blieb der Bedarf bei vier Zugpaaren. Fahrplanangaben liegen bei der Linie erst zum Fahrplan 1950/51 wieder vor, hier betrug die Verkehrsauslastung drei Zugpaare. 1960 verkehrten zwischen Weißenberg und Radibor vier Zugpaare, Auf der Bahnlinie Bautzen–Königswartha verkehrten 1965/1966 sechs Zugpaare, wobei eine Samstag-Verbindung als Busverkehr, drei weitere als Triebwagenverbindung geführt wurde. 1968/69 waren es auf der Bahnlinie Bautzen–Königswartha noch einmal sieben Zugverbindungen, die alle als Triebwagenverbindungen ausgeführt wurden zuzüglich eines Eilzuges, der in Radibor durchfuhr. 1972/73 waren auf der Bahnlinie Weißenberg–Radibor noch drei und auf der Gegenrichtung noch ein Personenzug unterwegs, wobei auf der Strecke von Löbau nach Weißenberg der Personenverkehr bereits eingestellt war. Auf der Bahnlinie Bautzen–Königswartha verkehrten 1990/1991 neun Zugpaare und ein Eilzug, der durchfuhr.

## Lokschuppen Radibor
Der Lokschuppen hatte nur eine ergänzende Bedeutung, da sämtlich Züge als Ringzüge eingesetzt wurden und von Bautzen oder Löbau aus bespannt wurden. Sicherlich war Radibor eine Tenderlokomotive für Rangieraufgaben zugeteilt. Die Wasserstation hatte eine größere Bedeutung, da auf der Bahnstrecke Löbau–Radibor fast ausschließlich Tenderlokomotiven verkehrten. Dabei soll der Wasserkran zwischen den Gleisen 1 und 3 gestanden haben, dieser wurde aus zwei Wasserbehältern mit einem Fassungsvermögen von je 27 m³ in sechs Meter Höhe gespeist. Diese Behälter wurden aus einem Tiefbrunnen versorgt. Freie Lokomotiven mussten hier Pumpdienste versehen, um die Hochbehälter zu füllen. 1972 ging diese Wasseranlage kaputt und wurde nicht wieder repariert. Daher mussten seit dieser Zeit bis zur Verdieselung der Strecken nur noch Schlepptenderlokomotiven eingesetzt werden. Später wurde der Lokomotivschuppen als Kleinlokschuppen benannt.

### Beheimatete Dampflokomotiven
Aus der Anfangszeit sind hier Lokomotiven der sächsischen Reihe VT auf der Linie Weißenberg–Radibor bekannt. Später waren es hauptsächlich Lokomotiven der Reihe 86, die hier stationiert waren. Über eventuelle Stationierungen von Kleinlokomotiven liegen keine Angaben vor.